# Comuna Iaroslaveț, Kroleveț
Iaroslaveț (în ucraineană Ярославець) este o comună în raionul Kroleveț, regiunea Sumî, Ucraina, formată din satele Iaroslaveț (reședința) și Pokrovske.

## Demografie
Componența lingvistică a comunei Iaroslaveț
     Ucraineană (98,99%)
     Rusă (1,01%)
Conform recensământului din 2001, majoritatea populației comunei Iaroslaveț era vorbitoare de ucraineană (98,99%), existând în minoritate și vorbitori de rusă (1,01%).